# Iijîțke, Oceac
Iijîțke (în ucraineană Їжицьке) este un sat în comuna Berezan din raionul Oceac, regiunea Mîkolaiiv, Ucraina.

## Demografie
Componența lingvistică a localității Iijîțke
     Ucraineană (83,33%)
     Rusă (16,67%)
Conform recensământului din 2001, majoritatea populației localității Iijîțke era vorbitoare de ucraineană (83,33%), existând în minoritate și vorbitori de rusă (16,67%).